# Torpnoret
Torpnoret är en sjö i Karlstads kommun i Värmland och ingår i Göta älvs huvudavrinningsområde.